# Cryphia aurolichina
Cryphia aurolichina là một loài bướm đêm trong họ Noctuidae.